# Patchi

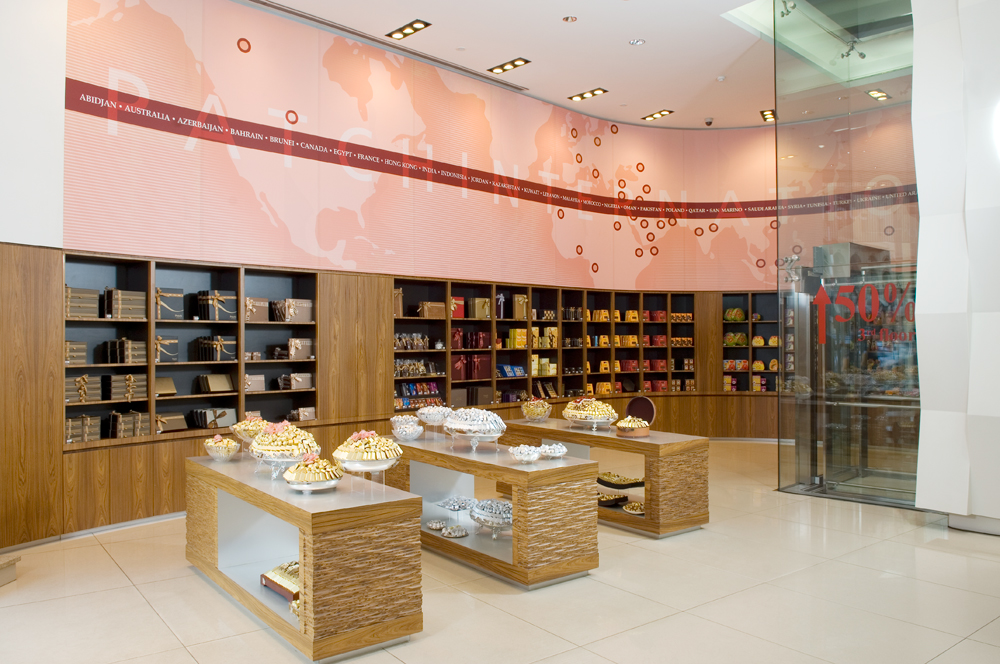
パッチの店舗

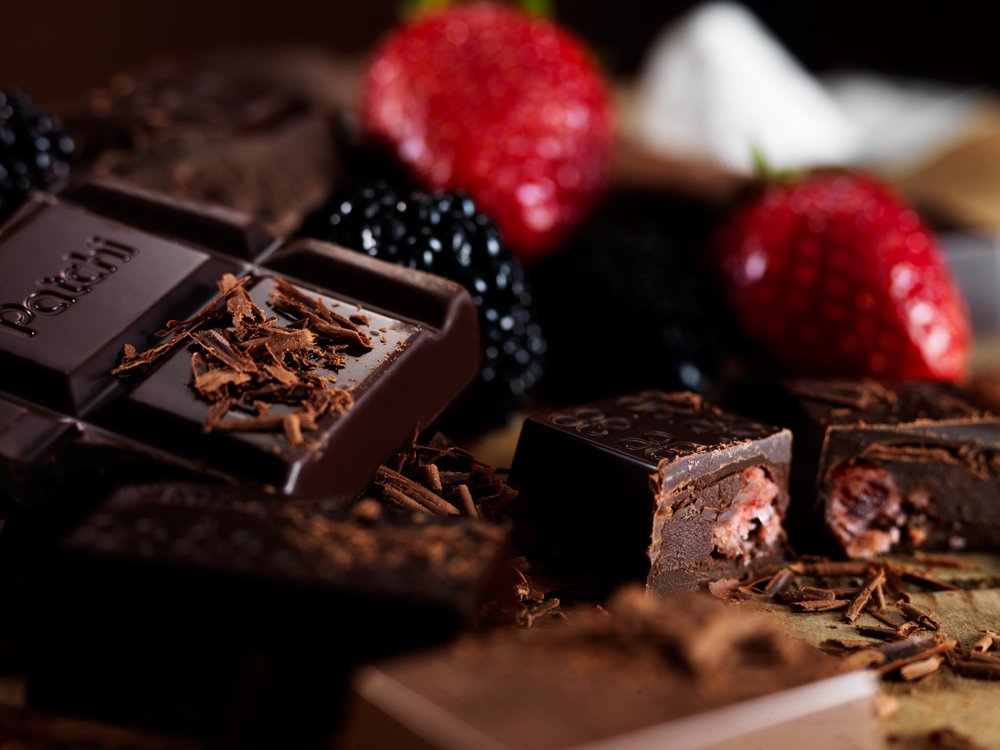
パッチのチョコレート

Patchi（パッチ） は、レバノンの高級チョコレートブランドである。

## 概要
Patchiは、ドバイをはじめとした中東各国、ヨーロッパ、北米、オセアニアなど、22の国と地域に165店舗を構え、各国のスイーツ好きたちに愛される高級チョコレートブランド（2023年12月時点）。カカオ豆と乳製品には、オランダとコートジボワール産を使用していている。創設者のニザール・シューケア氏は2024年6月18日に亡くなった。

## 店舗
- レバノン[3]
- ドバイ
- バーレーン
- ブルネイ
- アメリカ
- イギリス